# Hüseynağa Sadıqov
Hüseynağa Ələsgər oğlu Sadıqov (russisch Гусейнага Алескер оглы Садыгов; * 21. März 1914 in Baku; † 23. Februar 1983 ebenda) war ein sowjetischer Theater- und Film-Schauspieler.

## Leben

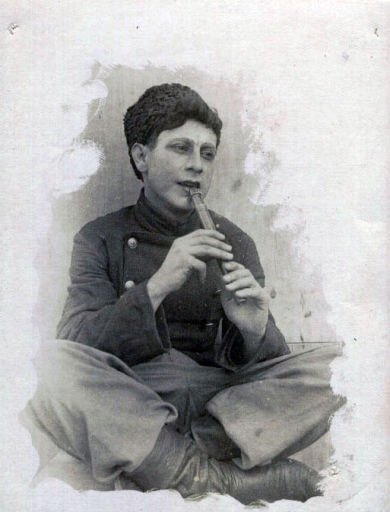
Hüseynağa Sadıqov, eine Tulak spielend (undatierte Aufnahme)

Hüseynağa Sadıqov schloss sich 1930 dem Aserbaidschanischen Jugendtheater in Baku an und trat dort über fünf Jahrzehnte hinweg auf. Er war einer der wichtigsten Darsteller des Hauses, zu seinen bekanntesten Rollen zählte die des Mirpascha in Комсомольская поэма (Komsomolskaja poema), einer Adaption des gleichnamigen Gedichts von Səməd Vurğun. Neben der Bühnenarbeit förderte er auch Nachwuchstalente.
Mit Beginn des Deutsch-sowjetischen Krieges trat Sadıqov in die Rote Armee ein und wurde in den darauffolgenden Jahren mit mehreren Medaillen geehrt.
Seine Filmografie umfasst über 30 Werke, wobei er in den meisten Fällen kleine Nebenrollen als freundlicher, bejahrter Mann gab. Einem ausländischen Publikum war der dunkelhaarige Mime durch Der Zaubermantel (1964) und Aladins Wunderlampe (1967) präsent. Seinen letzten Auftritt und zugleich das einzige Engagement als Hauptdarsteller vor der Kamera hatte Sadıqov als 160-jähriger Großvater Asis in der Komödie Дедушка дедушки нашего дедушки (Deduschka deduschki naschego deduchschki, 1982). Synchronsprecher für die russischsprachige Fassung dieser Rolle war Georgi Wizin.

## Ehrungen
Sadıqov war Träger folgender Auszeichnungen:
- Tapferkeitsmedaille (16. September 1944)
- Medaille „Für die Verteidigung des Kaukasus“ (1. Mai 1944)
- Orden des Roten Sterns (8. März 1945)
- Medaille „Sieg über Deutschland“ (9. Mai 1945)
- Titel Verdienter Künstler der Aserbaidschanischen SSR (1979)
- Republikpreis des Leninschen Komsomol (für Komsomolskaja poema)[3][2]

Kurz vor seinem 30. Todestag fand in Baku eine Gedenkveranstaltung mit angeschlossener Fotoausstellung statt, an der auch seine Tochter Tamilla und diverse Künstler wie die Schauspielerin Şəfiqə Məmmədova und der Autor Natiq Rəsulzadə teilnahmen. Eine ähnliche Veranstaltung folgte 2019 kurz vor seinem 105. Geburtstag.

## Filmografie (Auswahl)
- 1964: Der Zaubermantel (Sehrli xalat)
- 1967: Aladins Wunderlampe (Wolschebnaja lampa Aladdina)
- 1974: Dörd bazar günü
- 1975: Alma almaya bənzər
- 1978: Жена моя, дети мои (Schena moja, deti moi)
- 1982: Дедушка дедушки нашего дедушки (Deduschka deduschki naschego deduchschki)